# Puig del Mas de la Riera
El Puig del Mas de la Riera és una muntanya de 667 metres que es troba al municipi de Pontons, a la comarca de l'Alt Penedès.